# Конрад, Жан-Патрик
Жан-Патрик Конрад (Jean-Patrick Connerade, род. 9 мая 1943, Лондон) — президент Европейской академии наук, искусств и литературы, бывший президент Евронауки.
Работал в научных учреждениях Италии, Германии, Франции и, главным образом, Великобритании.
Исследования в области атомной, молекулярной и кластерной физики, социальной функции науки, международного сотрудничества.

## Некоторые публикации
- Connerade J.P. Highly Excited Atoms. — Cambrige: Cambrige University Press, 1998.
- Connerade J.P. Estava J.M. Karnatak R.C. Giant resonances in atoms, molecules, and solids. New York: Plenum Press, 1987.
- Connerade J.P. Correlations in Clusters and Related Systems. — World Scientific Publishing, 1996.
- Solov’yov A., Connerade J.P. Latest Advances in Atomic Cluster Collisions.- L.: Imperial College Press, 2004.
- Connerade J.-P., Heckl W.M. Ludwig II: ein Visionär auf dem bayerischen Thron. — Euroscience, 2006.